# スペースX CRS-15
SpX-15としても知られるスペースX CRS-15は、2018年6月29日に打ち上げられた国際宇宙ステーションへの商業補給サービスミッション。NASAとの契約に基づきスペースXが運用した。

## ミッションの概要
2015年初頭、NASAはSpaceXに3回の追加のCRSミッション（CRS-13からCRS-15）の契約延長を認めた。2016年6月、NASAの監察官報告書では、このミッションは2018年4月に予定されていたが、その後、飛行は2018年の6月6日から6月9日、6月28日へと遅延し、最終的に2018年6月29日になった。
このミッションは2018年6月29日 09:42 UTCにファルコン9フル・スラスト ロケットに搭載されてケープカナベラル空軍基地第40発射施設から打ち上げられた。ドラゴン宇宙船は2018年7月2日に国際宇宙ステーションとランデヴーした。ステーションのカナダアーム2によって10:54 UTCに捕捉され、その後、13:50 UTCにハーモニー・モジュールの天底側ドッキングポートに係留された。2018年8月3日、ドラゴンは16:38 UTCにリリースされ、およそ5時間後の22:17 UTCに太平洋に着水し、1,700 kg (3,700 lb)の貨物を地球に持ち帰った。
ドラゴン宇宙船はISSへの飛行中にパラシュートに何らかの異常を経験した可能性があると報じられたが、カプセルの着水には影響なかった。

## 主要貨物
NASAはスペースXとCRS-15ミッションの契約を結んでおり、これに従って主要貨物、打ち上げ日時、ドラゴン宇宙カプセルの軌道パラメーターを決定した。CRS-15は、これはステーション向けに梱包された与圧貨物1,712 kg (3,774 lb)と、非与圧貨物985 kg (2,172 lb)からなる、総計2,697キログラム (5,946 lb)の貨物を国際宇宙ステーションへ輸送した。この飛行で明らかにされた外部ペイロードは、ECOSTRESSとカナダアーム2のラッチング・エンド・エフェクタだった。この飛行で運ばれたCubeSatは、アメリカ国家偵察局の多国間パートナーシップのためにボーイングが製造した3機の Biarri-Squad 衛星と、日本の後援による Birds-2 プログラムを構成する3機の衛星、ブータンのBHUTAN-1、フィリピンのMaya-1およびマレイシアのUnTMASAT-1だった。さらに、国際宇宙大学、宇宙応用サービスおよび欧州宇宙機関との協業による、アーティストのナホムによる「The Contour of Presence」と題されたインタラクティブなアートワークが含まれていた。
ISSへの貨物の詳細は以下の通り：
- 科学研究：1,233 kg (2,718 lb)
- 乗組員補給物資：205 kg (452 lb)
- 宇宙船ハードウェア：178 kg (392 lb)
- 船外活動装備：63 kg (139 lb)
- コンピューター資材：21 kg (46 lb)
- ロシアのハードウェア：12 kg (26 lb)
- 外部貨物：985 kg (2,172 lb)
  - ECOSTRESS：550 kg (1,213 lb)
  - ラッチング・エンド・エフェクター：435 kg (959 lb)

## ギャラリー
SpaceX CRS-15
- 宇宙に上昇するCRS-15
- ISSに接近するドラゴン
- ISSにドッキング中のドラゴン